# Lasioglossum discursum
Lasioglossum discursum är en biart som först beskrevs av Cameron 1897.  Lasioglossum discursum ingår i släktet smalbin, och familjen vägbin. Inga underarter finns listade i Catalogue of Life.